# Cryptoarachnidium argilla
Cryptoarachnidium argilla är en mossdjursart som först beskrevs av Banta 1967.  Cryptoarachnidium argilla ingår i släktet Cryptoarachnidium och familjen Arachnidiidae. Inga underarter finns listade i Catalogue of Life.